# Cervara di Roma
Cervara di Roma è un comune italiano di 452 abitanti della città metropolitana di Roma Capitale nel Lazio.

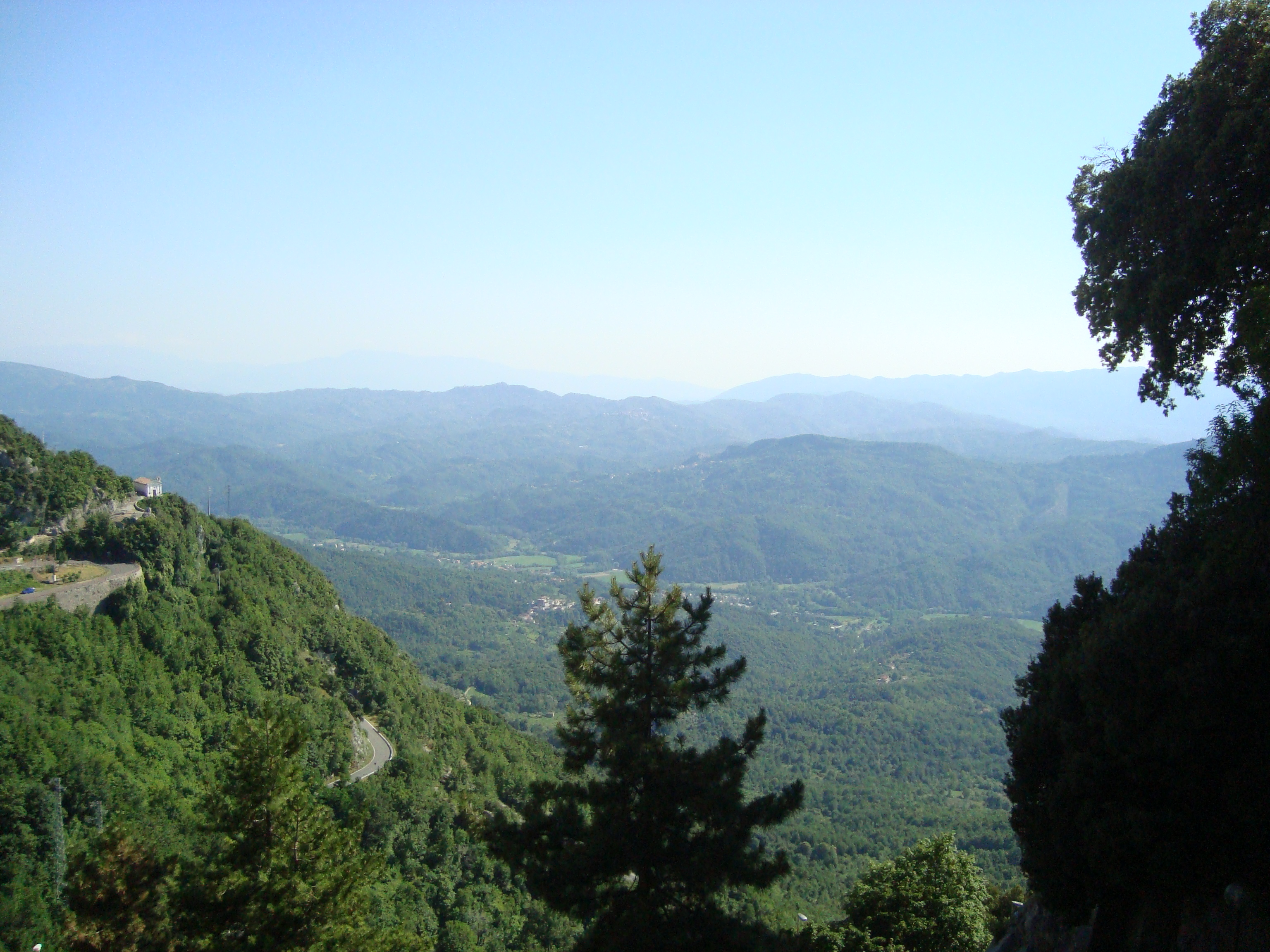
Visuale verso l'alta Valle dell'Aniene e i Monti Affilani

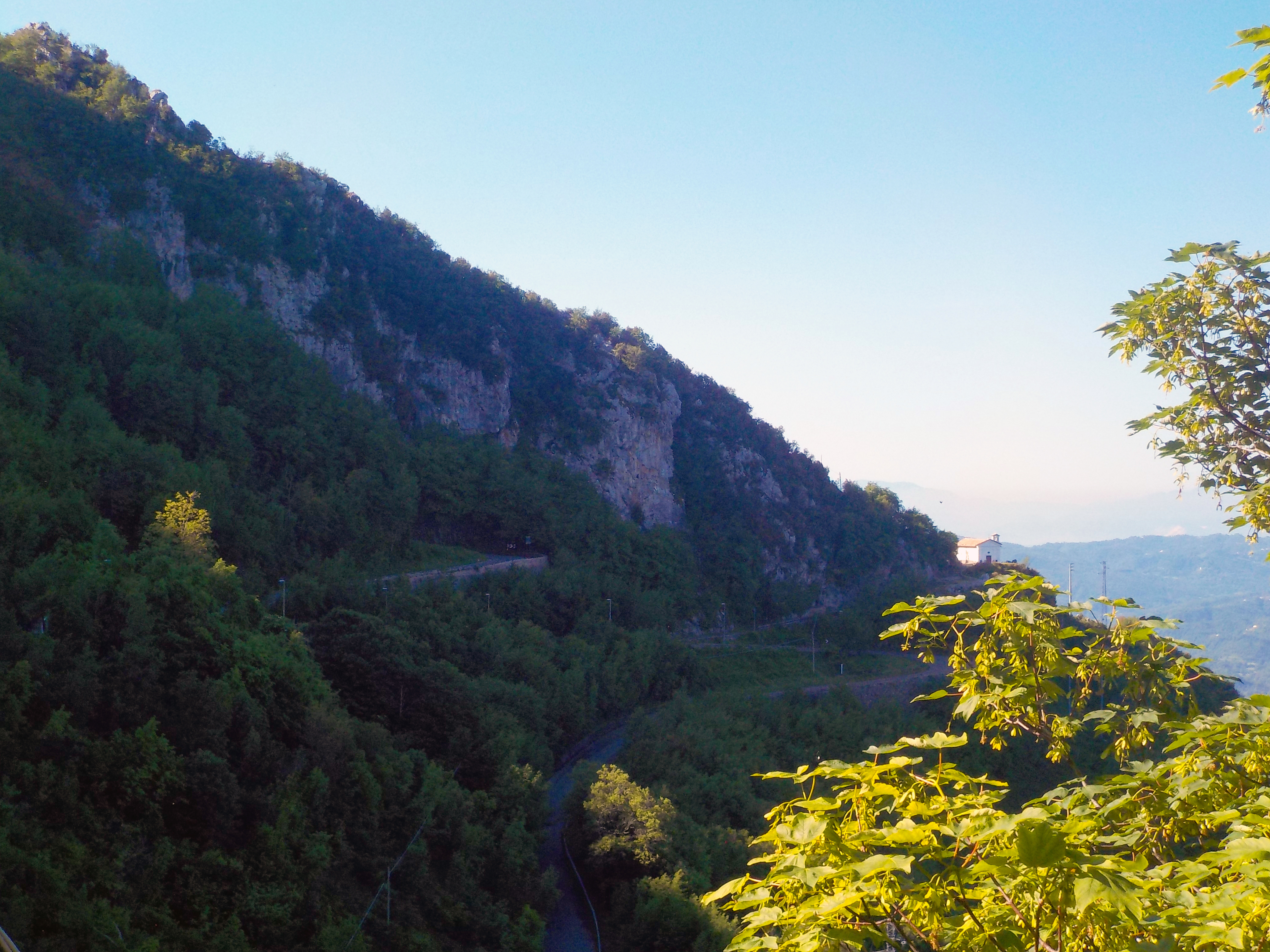
Santa Maria della Portella

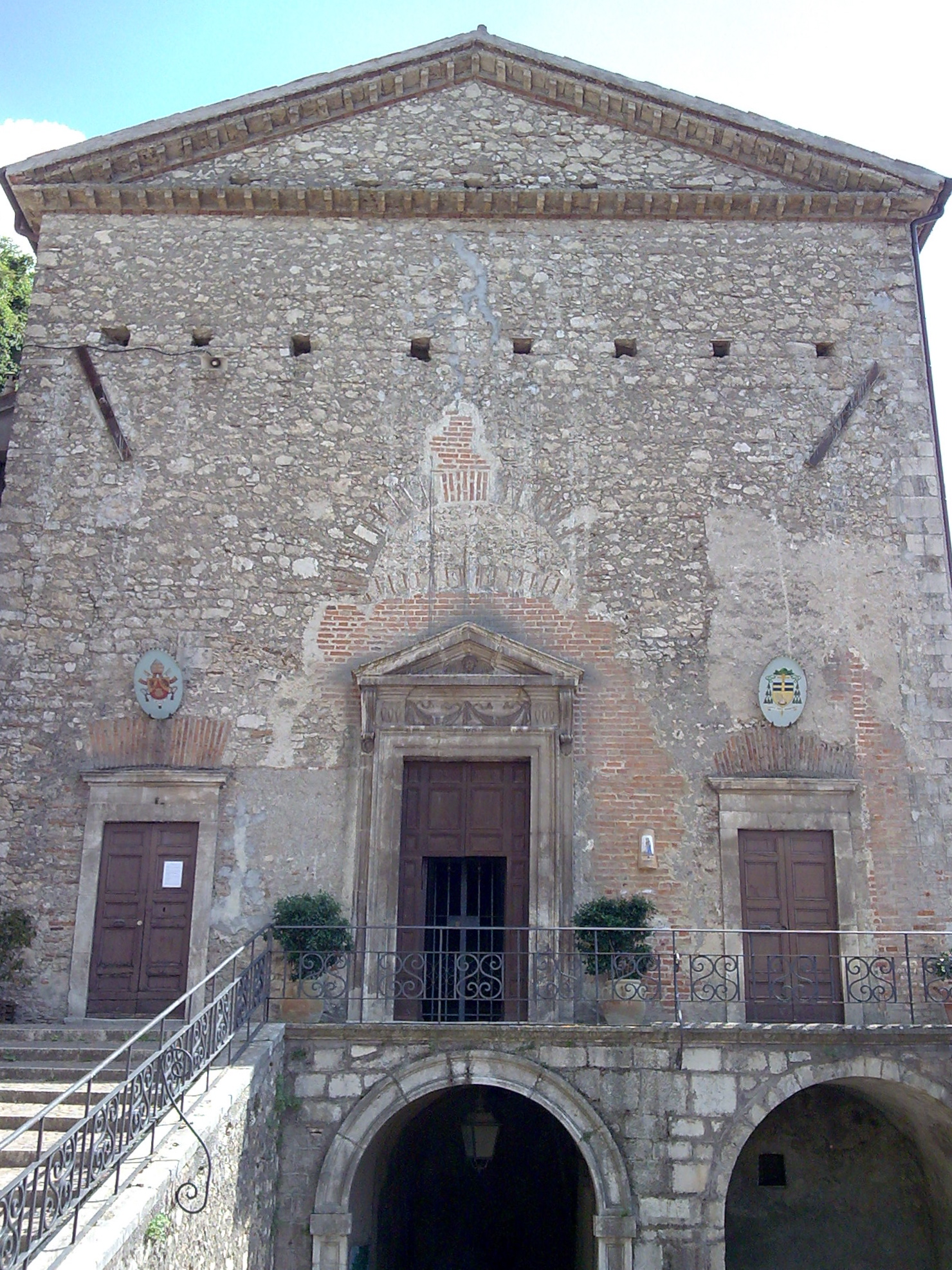
Chiesa di Maria Santissima della Visitazione.

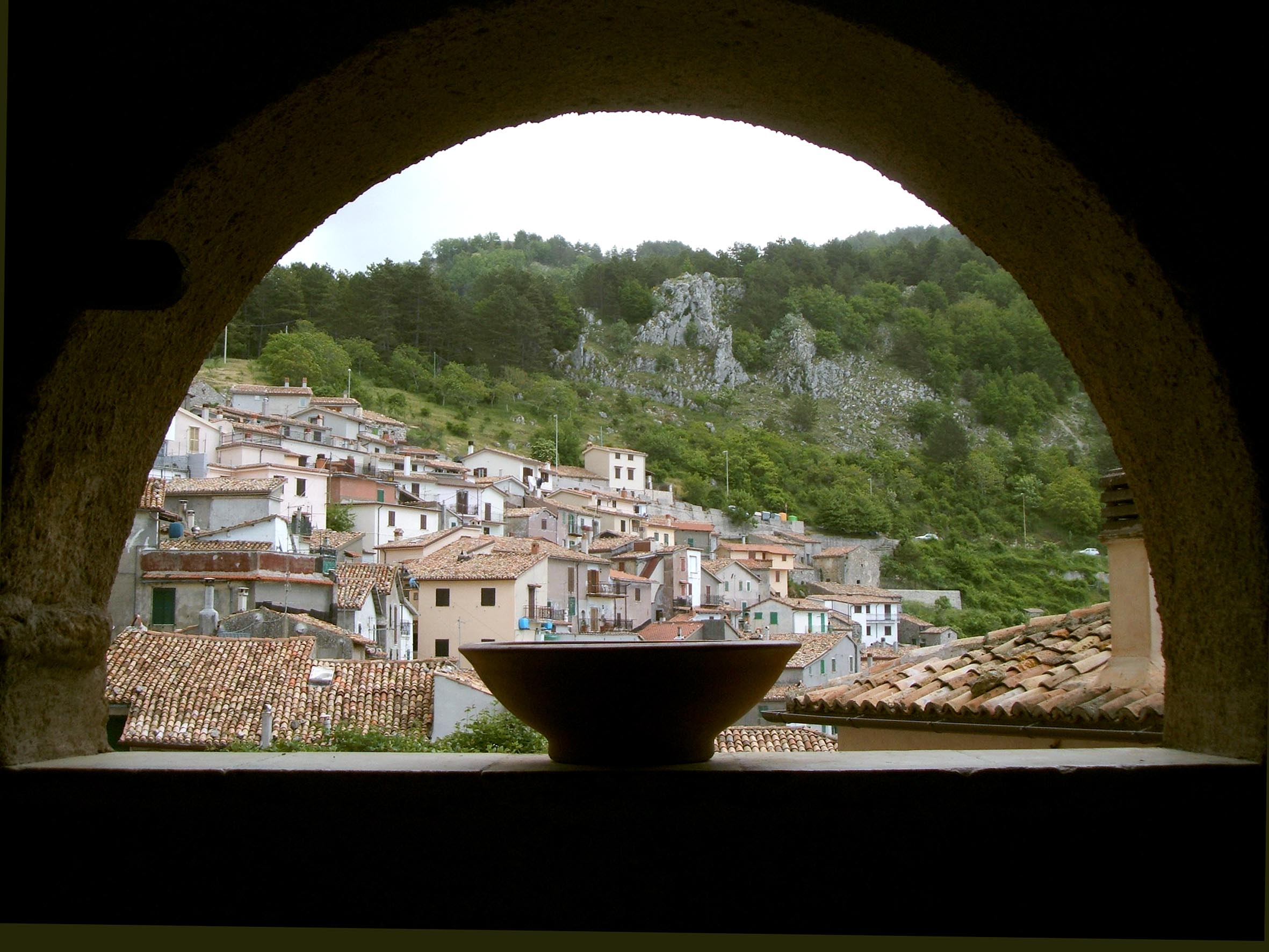
Vista del paese

## Geografia fisica

### Territorio
Il territorio comunale fa parte della Valle dell'Aniene e risulta compreso tra i 419 e i 1.611 metri di altitudine sul livello del mare con un dislivello altimetrico complessiva pari a 1.192 metri, lungo le pendici occidentali dei Monti Simbruini (monte San Bartolomeo e monte Castell'Amato). Porta d'ingresso al parco naturale regionale dei Monti Simbruini, che con i suoi 29.990 ettari rappresenta la più grande area protetta della regione Lazio, il centro abitato comunale di Cervara posto a 1.053 m s.l.m. risulta essere il più alto della città metropolitana di Roma e il secondo del Lazio dopo Filettino (FR).

### Clima
Temperato freddo.
Inverno piovoso e temperature minime che possono scendere facilmente sotto gli 0 °C.
La stagione fredda è inoltre caratterizzata da piogge frequenti e nevicate occasionali, a volte anche molto abbondanti.
In estate la temperatura media si aggira intorno ai 25-28 °C.
Raramente accade che nella stagione estiva la temperatura media superi i 30 °C nelle zone sopra i 1000 metri di altitudine.
Classificazione climatica: zona F, 3134 GR/G

## Storia
Le prime tracce di insediamenti umani risalgono al Neolitico e all’età del bronzo. In epoca protostorica, la zona fu abitata da tribù indoeuropee come Siculi, Falisci e Latini. Successivamente, il territorio fu occupato dagli Equi, popolazione bellicosa che si alleò con Volsci e Sabini per contrastare l’espansione romana. Dopo numerosi scontri, Roma riuscì a sottomettere gli Equi nel 299 a.C., integrando la regione nella propria sfera d’influenza.
Il primo documento che menziona Cervara risale al 21 agosto 884, quando il duca di Spoleto donò il territorio ai monaci benedettini dell’abbazia di Subiaco. Cervara rimase per secoli sotto il controllo monastico, come attestato da una lapide conservata nel chiostro di Santa Scolastica.
Nel corso del Medioevo, il borgo fu teatro di episodi violenti e di lotte per il potere. Nel 1273 Pelagio da Jenne occupò Cervara, uccidendo i monaci; fu successivamente catturato e morì a Subiaco. Nel 1511, approfittando della falsa notizia della morte di papa Giulio II, il vescovo Pompeo tentò di impadronirsi del paese, ma fu destituito dal pontefice. Nel 1592 Cervara subì un attacco da parte del brigante Marco Sciarra. In seguito, il castello e il borgo conobbero un lento declino.
Durante la Seconda guerra mondiale, Cervara fu coinvolta nei tragici eventi dell’occupazione nazista. Il 7 giugno 1944, tre civili furono uccisi dalle truppe tedesche, in un episodio che ha lasciato una profonda ferita nella memoria collettiva del paese.
Simboli
Come descritto nello statuto, il comune «adotta lo scudo sannitico moderno, al centro, nel posto d'onore, è raffigurato un cervo slanciato verso destra, sullo sfondo il cielo è di colore azzurro. Nei cantoni destro, sinistro e nella punta sono raffigurate tre montagne di colore verde.»
Il gonfalone è un drappo di azzurro riccamente decorato d'argento.

## Monumenti e luoghi d'interesse

### Architetture religiose
- Chiesa di Maria Santissima della Visitazione.

La chiesa, intitolata anche a sant'Elisabetta e a san Felice, si trova nei pressi dei ruderi della rocca medievale del centro storico. È costruita interamente in pietra locale, possiede un antico campanile e un portale d'ingresso del XV secolo. L'interno contiene tesori d'arte: alla prima metà del Seicento risale il quadro ad olio su tela che rappresenta la Visitazione, attribuito a Vincenzo Manenti di Orvinio, e al medesimo periodo appartiene anche l'altro dipinto, posto sull'altare maggiore, che raffigura la Madonna del Carmine. Sotto l'altare maggiore è conservato il corpo di un martire della chiesa, dono di Pio VI a Cervara, trovato nelle catacombe di San Callìsto a Roma. Vicino fu trovata una lapide con l'iscrizione "Felix" così gli fu dato il nome di San Felice che è il protettore del paese.
- Chiesa di Santa Maria della Portella.

La chiesa prende il nome dalla posizione presso le porte del paese. È situata in posizione dominante la valle dell'Aniene. Fu istituita nel 1702 dai Padri Gesuiti "in occasione delle sante missioni che fecero in detta terra"; ma la sua costruzione potrebbe porsi tra il 1514 e la fine degli anni sessanta. All'interno si conserva una statua in terracotta raffigurante una Madonna con Bambino.
- Chiesa di Sant'Emidio
- Chiesa di San Rocco, santo protettore dalle epidemie e in particolare della peste, posta sulla via di Camerata e "della porta in montagna".

### Siti archeologici
- Sito archeologico presso la località Le Morre (tarda età della pietra/prima età del bronzo).
- Parco di Campaegli, definito di grande interesse archeologico prof. Cannata, Piano d'assetto- Comunità Montana dell'Aniene 1968 - Dolina Carsica chiamata Grotta Stoccolma

### Aree naturali
- Nella frazione di Campaegli, situata su un piccolo altopiano a 1.430 m s.l.m. è presente un punto informativo del Parco naturale regionale dell'Appennino - Monti Simbruini.
- Nella frazione Campaegli in quota si possono praticare sport di montagna tutto l'anno: sleedog, sci di fondo, equiturismo, calcetto, tennis, escursioni.

Monumenti
Monumento ai civili uccisi dai nazisti

### Osservatorio Astronomico Claudio del Sole
Associazione Astrofili ASTRIS- Possibilità di osservazioni notturne e diurne al telescopio.
Sculture e poesie dislocate in vari punti del paese.

## Società

### Evoluzione demografica
Abitanti censiti

### Etnie e minoranze straniere
Al 31 dicembre 2013 a Cervara di Roma risultano residenti 34 cittadini stranieri.

### Lingue e dialetti
Una vasta area tra il gruppo sabino e il gruppo romanesco dei dialetti mediani si insinua dalla valle dell'Aniene dove la distinzione preromanza fra -ô e -ö si contestualizza in un sistema vocalico per cui l'-ö resta o se la tonica è e od o, diventa u se invece la tonica è i, a od u. L'area è generalmente inclusa nel gruppo sabino ad eccezione dei colli albani, e tali condizioni fonetiche vengono definite cervarole, dal nome di Cervara di Roma.

### Tradizioni e folclore
- 15 agosto Processione dell'Inchinata caratteristico incontro tra due processioni.[senza fonte]
- 16 agosto Festa di San Rocco con ballo della "Mammoccia", pupazza di carta intorno alla quale avvengono i festeggiamenti.[senza fonte]
- fine agosto "Palio di Campaegli", Torneo cavalleresco, "campo d'arme" di Campaegli[senza fonte]

## Cultura

### Istruzione

#### Musei
- Museo della Montagna: transumanti e pitturi. Il museo si sviluppa su due piani, si articola nelle principali sezioni dedicate alla pastorizia, ai grandi cicli cerimoniali, all'attività femminile, ai costumi locali, con relativa oreficeria, "topoi" del bel costume italiano, all'agricoltura, all'artigianato, alla religiosità, a Munistrigliu, località che ospitava sia il santuario rurale della Madonna della Portella che la fonte e il lavatoio, importante punto di ritrovo delle donne del paese. Offre attualmente al visitatore un apparato didattico consistente in schede in italiano, in inglese ed in Braille.
- Museo ex voto della Confraternita[12]
- Museo degli Ex Voto di Santa Maria della Portella[13]

### Arte

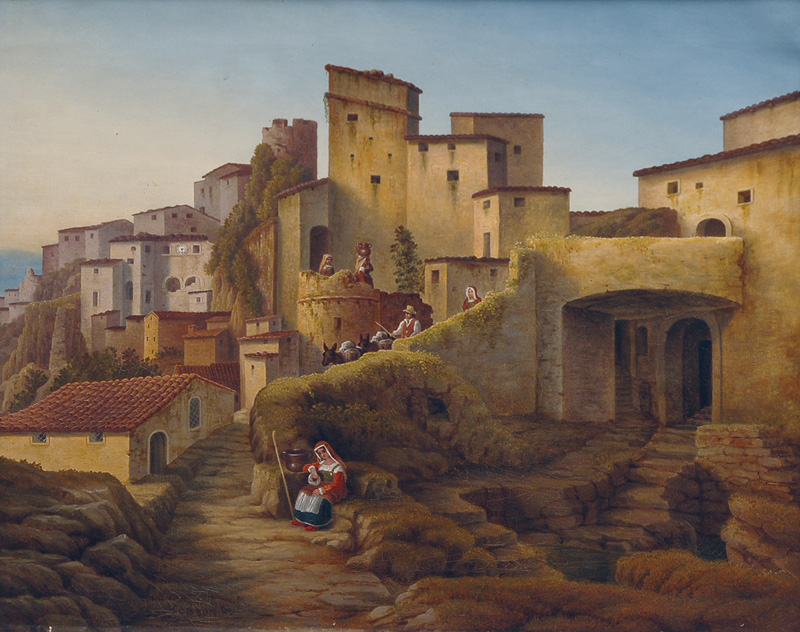
Veduta di Cervare, dipinto del 1853 di Jacob Jacobson.

Le caratteristiche naturali di Cervara sono state spesso motivo di richiamo. Fin dai primi anni del 1800 fu inserita nell'itinerario degli artisti stranieri che, nel loro soggiorno romano, oltre ad ammirare le vestigia antiche e le opere d'arte conservate nei musei, presero a perlustrare i dintorni.
Il primo a realizzare un'opera a Cervara fu Joseph Anton Koch, pittore di origine tirolese che, soggiornando nella Campagna Romana (ad Olevano Romano) per più di trent'anni nel periodo estivo, vi giunse nel 1810 e ne lasciò una testimonianza in un'incisione.
Vi furono Bartolomeo Pinelli, il più prolifico illustratore di Roma e della sua provincia con i suoi circa 10.000 disegni e incisioni, Adrian Ludwig Richter che realizzò un paesaggio cervarolo nel 1826: un disegno a penna oggi nel museo di Dresda (Kupferstichkabinett Dresden).
Vi fu perfino Samuel Morse, pittore, storico, ma soprattutto conosciuto per essere l'inventore del famoso codice Morse; caricati i bagagli su due muli giunse da Subiaco il 24 maggio 1830 ("Il paesaggio è grandioso, passato un querceto, appare Cervara dove si arriva per un sentiero di capre. Nessuna carrozza ci passerebbe mai...C'è qualcosa di stranamente maestoso nella calma di un posto come questo. Vi regna, per lo più, un silenzio perfetto").
E ancora il pittore tedesco Ernst Willers, che nel 1836 realizzò un quadro conservato oggi nella Kunsthalle (pinacoteca) di Brema, scrittori quali Edward Lear, che eseguì nel 1838 alcune litografie; il critico letterario francese Théophile Gautier, il pittore realista Jean-Baptiste Camille Corot, Karl von Blaas, che fu influenzato dai Nazareni, gruppo di pittori romantici tedeschi attivi a Roma e Provincia nel XIX secolo; l'austriaco Robert Wellmann, che fu il primo artista a giungere nel 1900, il quale acquistò in contrada "la Maddalena" una villa in cui visse ed operò per alcuni anni. E infine Oskar Kokoschka, pittore e drammaturgo austriaco che studiò a diretto contatto con Gustav Klimt nel periodo della Secessione viennese, giungendovi nel 1930.
Dopo la seconda guerra mondiale, fu solo negli anni sessanta che il legame tra gli artisti e Cervara tornò a saldarsi. Sante Monachesi il fondatore del "Movimento Futurista Marche", il neorealista Domenico Purificato e Aldo Riso, furono tra i primi ad avventurarsi per le stradine del centro storico. In questi anni spicca sicuramente il poeta spagnolo Rafael Alberti, dove una sua poesia domina la piazza principale. Simbolo di una poesia incentrata sull'impegno politico e civile, fu costretto a trascorrere buona parte della sua vita in esilio tra Francia, Messico, Argentina e dal 1964 visse in Italia in provincia di Roma, per poi far ritorno nella sua terra natìa solo dopo la morte di Francisco Franco.
Negli anni settanta numerosi artisti (tra cui Eric Hebborn, Giuseppe Ciotti e Julianos Kattinis) vollero lasciare sui muri traccia del loro paesaggio con affreschi e murales. Agli inizi degli anni ottanta il maestro Vincenzo Bianchi, titolare della Cattedra di Scultura dell'Accademia di belle arti di Firenze, coadiuvato dai suoi allievi, realizzò forme scultoree sulla roccia calcarea a strapiombo sulla piazzetta, definita "La Montagna D'Europa" dedicata alla pace nel mondo, modellata con sculture simbolo di fratellanza, pace e solidarietà.
Ma tra tutti gi artisti che hanno soggiornato e lasciato una loro testimonianza del paese, il pittore che ha immortalato il piccolo comune rendendolo famoso in Italia e in Europa fu Ernest Hébert (Grenoble, 1817 – La Tronche, 1908). Innamorato delle "cervaroles", fu il cantore di ogni loro espressione, di ogni loro gesto. Si installò nel paese ed iniziò a vivere la vita semplice, rude ed austera dei paesani. L'ambiente circostante ed il paesaggio crearono in lui una serenità d'animo ed una forza ispiratrice tanto che realizzò opere altamente significative, quasi tutte, in seguito, esposte con largo consenso della critica: Rosanera alla fontana, Le pic de Cervara (Il picco di Cervara), Une rue a' Cervara (Una strada di Cervara), Porteuse d'eau de Cervara (Portatrice d'acqua), Les Cèrvaroles (Donne di Cervara).
Il quadro che più di tutti eccelle è Les Cèrvaroles ora esposto a Parigi al Museo d'Orsay.

### Musica
Ennio Morricone ha composto musiche inedite dal titolo "Notturno per Cervara" e "Passacaglia per Cervara" nel 1998, dirette da Andrea Morricone con Roma Sinfonietta a Cervara il 2 luglio 1998.

### Cinema
Cervara è uno dei luoghi dove è stato girato il film di Checco Zalone Quo vado? del 1º gennaio 2016 col finto nome di Castrovizzo.

## Economia

### Agricoltura
Il tartufo di Cervara ha ottenuto il riconoscimento di Prodotto agroalimentario tradizionale laziale.

### Turismo
- Fa parte del club dei borghi autentici d'Italia[14].

## Infrastrutture e trasporti

### Strade
- SP 39/b che collega Cervara ad Arsoli.
- SP 40/b che collega Cervara a Subiaco.
- SP che collega Cervara (loc.tà Palio) con Campaegli fino al km 8,00

### Ferrovie
Fino al 1933 era in funzione la Ferrovia Mandela-Subiaco, con una fermata Rocca Canterano-Cervara-Canterano.

## Amministrazione
Tra il 1816 e il 1870 faceva parte del distretto di Subiaco all'interno della Comarca di Roma, una suddivisione amministrativa dello Stato Pontificio.
Nel 1881 Cervara cambiò denominazione in Cervara di Roma.

### Sindaci
| Periodo          | Periodo          | Primo cittadino             | Partito                      | Carica                    | Note |
| ---------------- | ---------------- | --------------------------- | ---------------------------- | ------------------------- | ---- |
| 23 aprile 1995   | 13 giugno 1999   | Luigi Rossi                 | lista civica                 | Sindaco                   |      |
| 13 giugno 1999   | 17 febbraio 2003 | Giulio Rossi                | lista civica                 | Sindaco                   |      |
| 17 febbraio 2003 | 25 maggio 2003   | Alessandra De Notaristefani |                              | Commissario Straordinario |      |
| 26 maggio 2003   | 13 aprile 2008   | Giulio Rossi                | lista civica                 | Sindaco                   |      |
| 14 aprile 2008   | 12 febbraio 2013 | Luigi Rossi                 | lista civica                 | Sindaco                   |      |
| 27 maggio 2013   | 10 giugno 2018   | Giovanni Mitelli            | lista civica Noi per Cervara | Sindaco                   |      |
| 10 giugno 2018   | in carica        | Adriano Alivernini          | lista civica Cervara Futura  | Sindaco                   |      |

### Gemellaggi
- Struga
- Gemellata con l'Isola di Marstrand (Göteborg, Svezia), dove la Forteresse è connessa alla frazione Campaegli con il nome del movimento di difesa della identità storica partigiana e popolare "Castello Cervara".

### Altre informazioni amministrative
- Fa parte della Comunità montana dell'Aniene
- Fa parte del Parco naturale regionale dell'Appennino - Monti Simbruini.